# Cruriraja parcomaculata
Cruriraja parcomaculata es una especie de pez de la familia de los Rajidae en el orden de los Rajiformes.

## Morfología
Los machos pueden llegar a alcanzar los 55 cm de longitud total.

## Reproducción
Es ovíparo y las hembras ponen huevos envueltos en una cápsula córnea.

## Alimentación
Come pequeños crustáceos, calamars, poliquetos y gusanos. 

## Hábitat
Es un pez de mar y de aguas profundas que vive entre 150-620 m de profundidad.

## Distribución geográfica
Se encuentra en el Océano Atlántico suroriental: desde Lüderitz (Namibia) hasta Durban (Sudáfrica ).

## Observaciones
Es inofensivo para los humanos. 